# Historia pewnej miłości
Historia pewnej miłości – siódmy studyjny album Shazzy wydany w sierpniu 1998 roku. Płyta była zwrotem ku stylistyce dance.

## Lista utworów
1. Historia pewnej miłości (premiera piosenki i teledysku – jesień 1997 r.)
2. Gorące disco
3. To nie moja wina
4. Dla mnie żyj
5. Pomóż
6. Dla mnie żyj (Radio Mix)
7. To nie Hi Life
8. Historia pewnej miłości (Cool Version)
9. Dzień za dniem
10. Jedna chwila